# 愛知県道313号荻原一色線
愛知県道313号荻原一色線（あいちけんどう313ごう おぎわらいっしきせん）は、愛知県西尾市内を通る一般県道である。

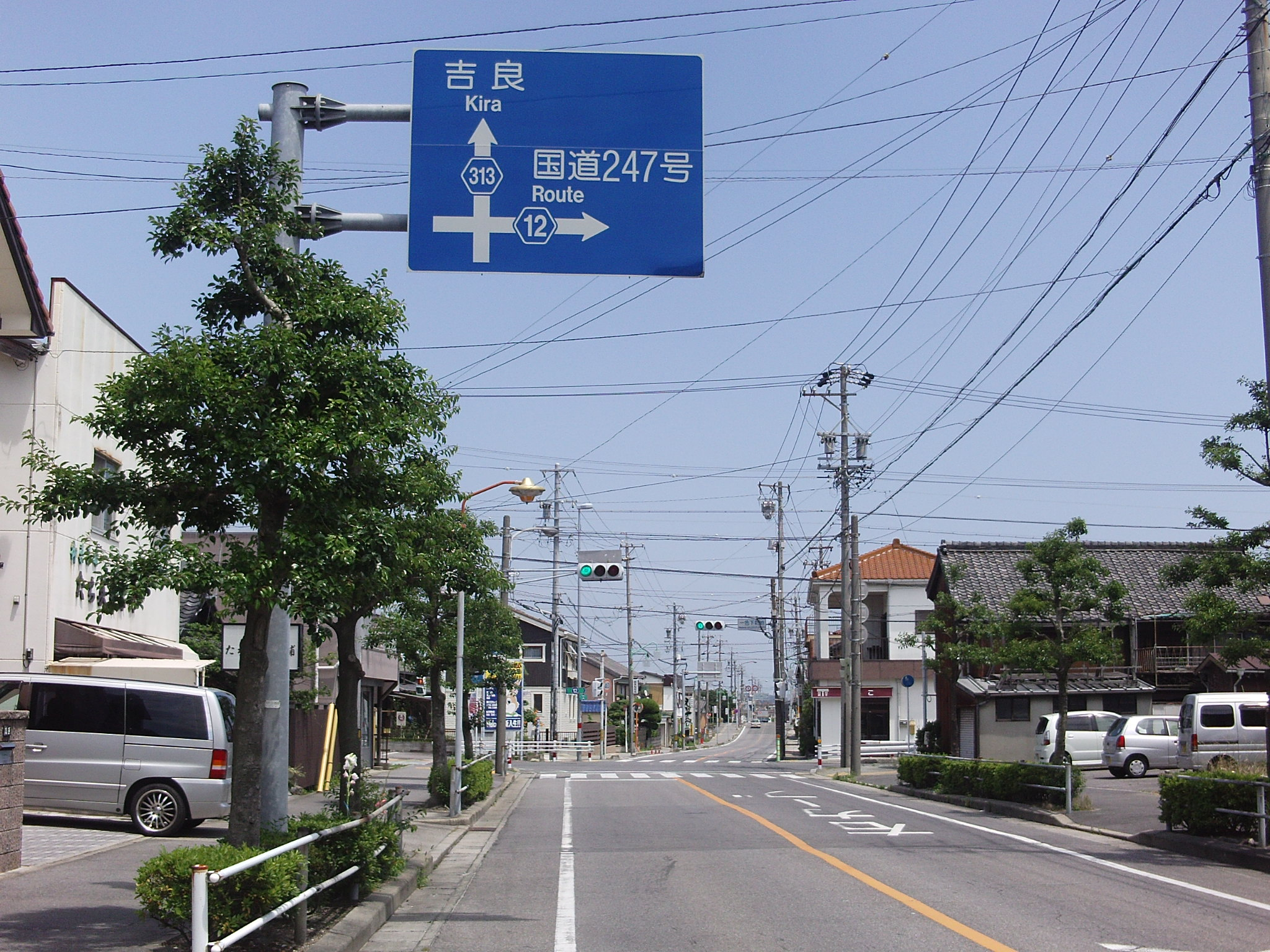
一色町（現･西尾市の市域）の中心街付近。

## 概要

### 路線データ
- 起点：愛知県西尾市吉良町荻原（愛知県道42号西尾吉良線交点）
- 終点：愛知県西尾市一色町一色下乾地（愛知県道12号豊田一色線交点）

## 沿革
- 1959年12月15日：認定

## 通過する自治体
- 愛知県西尾市

## 接続道路
- 愛知県道42号西尾吉良線（吉良役場前交差点）
- 愛知県道315号下横須賀大島線（吉良町富田）
- 愛知県道12号豊田一色線（一色下乾地交差点）

## 沿線周辺
- 西尾市役所吉良支所
- ピアゴ吉良店
- 矢作古川
- 幡豆郡消防組合本部
- 西尾市役所一色支所
- 株式会社キク（海老煎餅）

## 別名
- 一色銀座通り（西尾市（旧一色町））